# 初田悦子
初田悦子（はつた えつこ、1979年2月6日 - ）は日本の女性歌手・主婦。大阪府出身。所属レーベルはSME Records。所属事務所はPrana。

## 概要
歌手であり、2人の女児を持つ母。初田の母はシャンソン歌手、姉も同じくシャンソン歌手の岩本さつき。遠縁には詩人の中原中也がいるとされる。音楽プロデューサーは鎌田雅人。

## 略歴
幼少期よりピアノで遊びながら音楽に触れる。3歳の頃に母の教えによりピアノとソルフェージュを習う。
1997年、大阪市港区にある複合施設ORC200が主催、ヤマハ音楽振興会が協賛する『第1回ヴォーカルクイーンコンテスト』に出場。小林明子の「恋におちて -Fall in love-」を歌唱（この回のティーンズ部門の優勝者は当時14歳の大塚愛）。この出場を機に本格的に歌手を目指すようになり、大阪府・兵庫県を拠点にライブハウスで音楽活動を行うかたわら、様々な音楽コンテストに出場する。
2003年、24歳の時に結婚。翌年長女を出産、以降主婦業に専念する。のちに離婚。
2007年、再度歌手としてライブを再開。この頃、家族でカラオケに行った際、カラオケの冊子に掲載されていた日本テレビ系『歌スタ!!』の応募ページを見たことをきっかけに同番組へ応募。7月に番組内でJourneyの「Open Arms」、追試でMISIAの「つつみ込むように…」を歌唱するも不合格となった。12月の「りべんじオーディション（敗者復活戦）」で荒井由実の「翳りゆく部屋」を歌唱し、ウタイビトハンター（審査員）として番組に出演していた音楽プロデューサーの鎌田雅人の目に留まる。
2008年夏、番組内で行われた最終プレゼンテーションで楽曲「MOTHER」を歌唱し、合格。SME Recordsからのメジャー・デビューが決定する。デビュー曲は自身で作詞をすることが条件であったため、以降楽曲制作に入る。
2009年1月5日、番組内で特集が組まれる。2月18日、シングル「きみのママより」でSME Recordsよりメジャー・デビューしたが、翌2010年をもって契約終了となった。その後はインディーズにて音楽活動を継続。
2019年、ギタリストのわたなべゆうとの間に子供が授かった事を機に2度目の結婚。翌2020年、次女を出産。

## ディスコグラフィー

### シングル
1. きみのママより（2009年2月18日発売）　規格品番：SECL-751[4]
  1. きみのママより　作詞：初田悦子・鎌田雅人　作曲・編曲：鎌田雅人
  2. MOTHER　作詞：大塚利恵　作曲・編曲：鎌田雅人
  3. きみのママより（オリジナル・カラオケ）
  4. MOTHER（オリジナル・カラオケ）
  5. きみのママより（Instrumental）
  6. MOTHER（Instrumental）

#### タイアップ
- 日本テレビ系『音楽戦士 MUSIC FIGHTER』2009年2月度POWER PLAY
- 日本テレビ系『歌スタ!!』2009年3月度オープニングテーマ
- 熊本県民テレビ『テレビタミン』2009年3月度エンディングテーマ
- 瀬戸内海放送『KSBスーパーJチャンネル』平日版 2013年・2014年度エンディングテーマ
- 静岡第一テレビ『○ごと』の1コーナー『てんし』のBGM

### アルバム
1. I Hug You（2009年9月30日発売）　規格品番：SECL-805[5]
  1. 上を向いて歩こう
  2. きみのママより（Hug ver.）
  3. 春ある国に生まれ来て
  4. SINCERE
  5. パパにラブレター
  6. パパとあなたの影ぼうし
  7. 星のピカリ☆
  8. 翳りゆく部屋
  9. 生きてこそ
  10. 虹の地球
  11. 光
  12. 夢で逢いましょう